# Jerry Goldsmith
Jerrald King Goldsmith (Pasadena, California, 10 de febrero de 1929-Beverly Hills, 21 de julio de 2004), más conocido como Jerry Goldsmith, fue uno de los compositores más importantes y reconocidos de la cinematografía. Es conocido por ser el compositor de la melodía de Universal Pictures que se usó desde 1997 hasta 2012.

## Biografía
De origen judío, Goldsmith aprendió a tocar el piano a la edad de seis años. A los catorce, estudió composición, teoría y contrapunto con los maestros Jakob Gimpel y Mario Castelnuovo-Tedesco, ambos miembros de la tradición musical judía europea. Goldsmith ingresó en la Universidad del Sur de California, con el maestro Miklós Rózsa, quien escribió la partitura de la película de Alfred Hitchcock Spellbound de 1945. Goldsmith se interesó en escribir música para el cine al ser inspirado por la música compuesta por el mismo Rózsa.
Su música no se quedaba estancada en ningún estilo, sino que se adaptó a las exigencias de la película, yendo desde el jazz hasta las grandes obras sinfónicas, pasando por música folk, étnica e incluso por el sintetizador. Aun así, se podría definir su música como enérgica, pues es especialmente brillante en lo rítmico, sin por ello desdeñar la melodía. Fue un defensor de utilizar la música solamente cuando sea estrictamente necesario, por lo que en numerosas ocasiones acusó al cine reciente de tener demasiada música. Ponía como ejemplo su propia partitura para Patton, en la cual solamente hay media hora de música, pese a tratarse de una cinta que supera las dos horas de metraje. 
Tocó todos los géneros a lo largo de su carrera, aunque es en el cine fantástico donde logró sus éxitos más populares: El planeta de los simios, la trilogía de La profecía, Logan's Run, Atmósfera cero, Alien, el octavo pasajero, Total Recall o las dos películas de Gremlins, por citar algunos títulos. Por su cualidad rítmica, también destacó en el género del suspense de acción. Sin embargo, siempre declaró preferir las películas pequeñas y de personajes, por lo que durante mucho tiempo mencionó que La isla del adiós era su trabajo favorito.
Sus comienzos fueron series de televisión como La cuarta dimensión, The Waltons, Perry Mason, El agente de CIPOL y Perdidos en el espacio, que le dieron a conocer. Posteriormente, a pesar de convertirse en un músico muy solicitado por Hollywood, siguió manteniendo contactos con la pequeña pantalla a través de miniseries como QB VII y, sobre todo, Masada, la cual se convirtió en una de sus partituras más conocidas. Uno de sus últimos trabajos para la pequeña pantalla fue la sintonía para la serie Star Trek: Voyager.
Solamente consiguió un Óscar, por La profecía (1976), de las 17 nominaciones que obtuvo. A pesar de ello, fue durante los años 1980 y años 1990 uno de los músicos con mayor número de seguidores, quizá solo superado por John Williams. 
Jerry Goldsmith compuso la música que se escucha en el logo de Universal Pictures de 1997 a 2012, y debido a su buen recibimiento, la melodía fue reutilizada y reorquestada por Brian Tyler para el logo actual de Universal que se usa desde 2012. 
Durante los últimos años de su vida, compaginó la composición con la enseñanza, impartiendo cursos de composición para cine a jóvenes músicos de la Universidad del Sur de California (USC). Entre sus discípulos estuvo Marco Beltrami, compositor que empezó a hacerse un nombre en el panorama de Hollywood a partir de la década de los 90.
Fuera del mundo cinematográfico, compuso obras como Music for orchestra, caracterizada por su estilo atonal; el oratorio Christus Apollo, con texto del escritor Ray Bradbury, el ballet A patch of blue, basado en su propia partitura para la película homónima (Un retazo de azul) de 1965, y Fireworks, encargo que la Orquesta sinfónica de Los Ángeles le hizo en 2002 para celebrar su aniversario y acompañar un espectáculo de fuegos artificiales. 
Se casó en dos ocasiones y tuvo cuatro hijos, uno de los cuales, Joel Goldsmith, también se dedicó a la composición cinematográfica. 
Falleció el 21 de julio de 2004 en Los Ángeles, California, a la edad de 75 años, a causa de un cáncer de colon.

## Filmografía
| Año  | Obra                                             | Director                                                | Notas                         |
| ---- | ------------------------------------------------ | ------------------------------------------------------- | ----------------------------- |
| 1959 | El rostro del fugitivo                           | Paul Wendkos                                            |                               |
| 1962 | Freud, pasión secreta                            | John Huston                                             | Nominación al Óscar           |
| 1962 | Los valientes andan solos                        | David Miller                                            |                               |
| 1962 | Camino de la jungla                              | Robert Mulligan                                         |                               |
| 1962 | A Gathering of Eagles                            | Delbert Mann                                            |                               |
| 1962 | Rosas perdidas                                   | Franklin J. Schaffner                                   |                               |
| 1963 | The Prize                                        | Mark Robson                                             |                               |
| 1963 | El último de la lista                            | John Huston                                             |                               |
| 1963 | Regalo para soltero                              | Henry Koster                                            |                               |
| 1964 | Río Conchos                                      | Gordon Douglas                                          |                               |
| 1964 | Siete días de mayo                               | John Frankenheimer                                      |                               |
| 1965 | Primera victoria                                 | Otto Preminger                                          |                               |
| 1965 | Our Man Flint                                    | Daniel Mann                                             |                               |
| 1965 | The Blue Max                                     | John Guillermin                                         |                               |
| 1965 | A Patch of Blue                                  | Guy Green                                               | Nominación al Óscar           |
| 1966 | Hacia los grandes horizontes                     | Gordon Douglas                                          |                               |
| 1966 | Seconds                                          | John Frankenheimer                                      |                               |
| 1966 | The Sand Pebbles                                 | Robert Wise                                             | Nominación al Óscar           |
| 1967 | El planeta de los simios                         | Franklin J. Schaffner                                   | Nominación al Óscar           |
| 1968 | 100 Rifles                                       | Tom Gries                                               |                               |
| 1968 | El detective                                     | Gordon Douglas                                          |                               |
| 1969 | La balada de Cable Hogue                         | Sam Peckinpah                                           |                               |
| 1970 | Patton                                           | Franklin J. Schaffner                                   | Nominación al Óscar           |
| 1970 | Tora! Tora! Tora!                                | Richard Fleischer, Kinji Fukasaku, Toshio Masuda        |                               |
| 1970 | La hermandad de la campana                       | Paul Wendkos                                            |                               |
| 1970 | Río Lobo                                         | Howard Hawks                                            |                               |
| 1971 | Satán, mon amour                                 | Paul Wendkos                                            |                               |
| 1971 | Fuga sin fin                                     | Richard Fleischer                                       |                               |
| 1971 | Huida del planeta de los simios                  | Don Taylor                                              |                               |
| 1973 | El otro                                          | Robert Mulligan                                         |                               |
| 1973 | Papillon                                         | Franklin J. Schaffner                                   | Nominación al Óscar           |
| 1973 | El Don ha muerto                                 | Richard Fleischer                                       |                               |
| 1973 | El pony rojo                                     | Robert Totten                                           |                               |
| 1974 | Chinatown                                        | Roman Polanski                                          | Nominación al Óscar           |
| 1974 | Convicto y confeso                               | Boris Sagal                                             |                               |
| 1975 | El viento y el león                              | John Milius                                             | Nominación al Óscar           |
| 1975 | La reencarnación de Peter Proud                  | J. Lee Thompson                                         |                               |
| 1976 | Logan's Run                                      | Michael Anderson                                        |                               |
| 1976 | El puente de Casandra                            | George Pan Cosmatos                                     |                               |
| 1976 | La profecía                                      | Richard Donner                                          | Óscar a la mejor banda sonora |
| 1977 | La isla del adiós                                | Franklin J. Schaffner                                   |                               |
| 1977 | Coma                                             | Michael Crichton                                        |                               |
| 1977 | Capricornio Uno                                  | Peter Hyams                                             |                               |
| 1978 | Damien: Omen II                                  | Don Taylor                                              |                               |
| 1978 | Los niños del Brasil                             | Franklin J. Schaffner                                   | Nominación al Óscar           |
| 1978 | Magic                                            | Richard Attenborough                                    |                               |
| 1978 | El enjambre                                      | Irwin Allen                                             |                               |
| 1978 | El primer gran asalto al tren                    | Michael Crichton                                        |                               |
| 1979 | Star Trek: The Motion Picture                    | Robert Wise                                             | Nominación al Óscar           |
| 1979 | Alien: el octavo pasajero                        | Ridley Scott                                            |                               |
| 1981 | Omen III: The Final Conflict                     | Graham Baker                                            |                               |
| 1981 | Atmósfera cero                                   | Peter Hyams                                             |                               |
| 1982 | The Secret of NIMH                               | Don Bluth                                               |                               |
| 1982 | First Blood                                      | Ted Kotcheff                                            |                               |
| 1982 | Poltergeist                                      | Tobe Hooper                                             | Nominación al Óscar           |
| 1982 | El reto del samurái                              | John Frankenheimer                                      |                               |
| 1983 | Twilight Zone: The Movie                         | John Landis, Joe Dante, Steven Spielberg, George Miller |                               |
| 1983 | Psicosis II                                      | Richard Franklin                                        |                               |
| 1983 | Under Fire                                       | Roger Spottiswoode                                      | Nominación al Óscar           |
| 1983 | Gremlins                                         | Joe Dante                                               | Cameo                         |
| 1984 | Supergirl                                        | Jeannot Szwarc                                          |                               |
| 1985 | Las minas del rey Salomón                        | J. Lee Thompson                                         |                               |
| 1985 | Baby, el secreto de la leyenda perdida           | Bill L. Norton                                          |                               |
| 1985 | Legend                                           | Ridley Scott                                            |                               |
| 1985 | Explorers                                        | Joe Dante                                               |                               |
| 1985 | Rambo: First Blood Part II                       | George Pan Cosmatos                                     |                               |
| 1986 | Poltergeist II: The Other Side                   | Brian Gibson                                            |                               |
| 1986 | Hoosiers. Algo más que ídolos                    | David Anspaugh                                          | Nominación al Óscar           |
| 1986 | Link                                             | Richard Franklin                                        |                               |
| 1987 | Rent-a-Cop (Chicago en rojo)                     | Jerry London                                            |                               |
| 1987 | Innerspace                                       | Joe Dante                                               |                               |
| 1987 | Traición sin límite                              | Walter Hill                                             |                               |
| 1988 | Rambo III                                        | Peter MacDonald                                         |                               |
| 1989 | Star Trek V: La última frontera                  | William Shatner                                         |                               |
| 1989 | Leviathan, el demonio del abismo                 | George Pan Cosmatos                                     |                               |
| 1989 | The 'Burbs                                       | Joe Dante                                               |                               |
| 1989 | Gremlins 2: La nueva generación                  | Joe Dante                                               | Cameo                         |
| 1989 | Total Recall                                     | Paul Verhoeven                                          |                               |
| 1990 | No sin mi hija                                   | Brian Gilbert                                           |                               |
| 1990 | La casa Rusia                                    | Fred Schepisi                                           |                               |
| 1990 | Durmiendo con su enemigo                         | Joseph Ruben                                            |                               |
| 1990 | Ley criminal                                     | Martin Campbell                                         |                               |
| 1991 | Warlock                                          | Steve Miner                                             |                               |
| 1991 | Medicine Man                                     | John McTiernan                                          |                               |
| 1992 | Basic Instinct                                   | Paul Verhoeven                                          | Nominación al Óscar           |
| 1992 | Matinée                                          | Joe Dante                                               |                               |
| 1992 | Eternamente joven                                | Steve Miner                                             |                               |
| 1993 | The Vanishing                                    | George Sluizer                                          |                               |
| 1993 | Rudy, reto a la gloria                           | David Anspaugh                                          |                               |
| 1993 | Daniel el travieso                               | Nick Castle                                             |                               |
| 1994 | Cuatro mujeres y un destino                      | Jonathan Kaplan                                         |                               |
| 1994 | Angie                                            | Martha Coolidge                                         |                               |
| 1994 | La sombra                                        | Russell Mulcahy                                         |                               |
| 1994 | The River Wild                                   | Curtis Hanson                                           |                               |
| 1994 | Malicia                                          | Harold Becker                                           |                               |
| 1994 | Seis grados de separación                        | Fred Schepisi                                           |                               |
| 1995 | El genio del amor                                | Fred Schepisi                                           |                               |
| 1995 | El primer caballero                              | Jerry Zucker                                            |                               |
| 1995 | Congo                                            | Frank Marshall                                          |                               |
| 1995 | Powder                                           | Victor Salva                                            |                               |
| 1996 | Star Trek: First Contact                         | Jonathan Frakes                                         | Su hijo, Joel, trabajó con él |
| 1996 | City Hall                                        | Harold Becker                                           |                               |
| 1996 | Executive Decision                               | Stuart Baird                                            |                               |
| 1996 | Reacción en cadena                               | Andrew Davis                                            |                               |
| 1996 | The Ghost and the Darkness                       | Stephen Hopkins                                         |                               |
| 1997 | L.A. Confidential                                | Curtis Hanson                                           | Nominación al Óscar           |
| 1997 | Air Force One                                    | Wolfgang Petersen                                       |                               |
| 1998 | Deep Rising                                      | Stephen Sommers                                         |                               |
| 1998 | The Edge                                         | Lee Tamahori                                            |                               |
| 1998 | Pequeños guerreros                               | Joe Dante                                               |                               |
| 1998 | Mulan (junto a Matt Wilder y Davis Zippel)       | Barry Cook y Tony Bancroft                              | Nominación al Óscar           |
| 1999 | The 13th Warrior                                 | John McTiernan                                          |                               |
| 1999 | La momia                                         | Stephen Sommers                                         |                               |
| 1999 | The Haunting                                     | Jan de Bont                                             |                               |
| 1999 | Star Trek: Insurrection                          | Jonathan Frakes                                         |                               |
| 2000 | El hombre sin sombra                             | Paul Verhoeven                                          |                               |
| 2001 | La hora de la araña                              | Lee Tamahori                                            |                               |
| 2002 | The Sum of All Fears                             | Phil Alden Robinson                                     |                               |
| 2002 | Star Trek: Nemesis                               | Stuart Baird                                            |                               |
| 2003 | Timeline (partitura rechazada)                   | Richard Donner                                          |                               |
| 2003 | Looney Tunes: Back in Action                     | Joe Dante                                               |                               |
| 2006 | La profecía (The omen) (Temas del filme de 1976) | John Moore                                              |                               |

## Premios y nominaciones
Premios Óscar
| Año  | Categoría                                     | Trabajo nominado         | Resultado |
| ---- | --------------------------------------------- | ------------------------ | --------- |
| 1963 | Mejor banda sonora – sustancialmente original | Freud                    | Nominado  |
| 1966 | Mejor banda sonora – sustancialmente original | Un retazo de azul        | Nominado  |
| 1967 | Mejor banda sonora – sustancialmente original | The Sand Pebbles         | Nominado  |
| 1969 | Mejor banda sonora – sustancialmente original | El planeta de los simios | Nominado  |
| 1971 | Mejor banda sonora original                   | Patton                   | Nominado  |
| 1974 | Mejor banda sonora original                   | Papillon                 | Nominado  |
| 1975 | Mejor banda sonora original                   | Chinatown                | Nominado  |
| 1976 | Mejor banda sonora dramática original         | El Viento y el León      | Nominado  |
| 1977 | Mejor banda sonora original                   | La profecía              | Ganador   |
| 1977 | Mejor canción original                        | La profecía              | Nominado  |
| 1979 | Mejor banda sonora original                   | Los niños del Brasil     | Nominado  |
| 1980 | Mejor banda sonora original                   | Star Trek: La película   | Nominado  |
| 1983 | Mejor banda sonora original                   | Poltergeist              | Nominado  |
| 1984 | Mejor banda sonora original                   | Bajo el fuego            | Nominado  |
| 1993 | Mejor banda sonora original                   | Instinto básico          | Nominado  |
| 1998 | Mejor banda sonora                            | L.A. Confidential        | Nominado  |
| 1999 | Mejor banda sonora - Comedia o musical        | Mulan                    | Nominado  |